# Resolutie 3 Veiligheidsraad Verenigde Naties
Resolutie 3 van de Veiligheidsraad van de Verenigde Naties uit 1946 was de derde resolutie van de VN-Veiligheidsraad, en werd aangenomen bij diens dertigste vergadering. De resolutie werd aangenomen met negen stemmen voor, één onthouding van Australië en de afwezigheid van de Sovjet-Unie.

## Achtergrond
In 1941 was de Sovjet-Unie samen met Groot-Brittannië Iran binnengevallen omdat men de sjah verdacht van toenadering tot nazi-Duitsland.
Op 29 januari 1942 werd in het Tripartiteverdrag van Alliantie een datum genoemd voor de terugtrekking van de Sovjet-troepen. Desondanks waren de troepen na die datum nog steeds in Iran aanwezig.
Iran bracht de kwestie op de tafel van de Veiligheidsraad. De USSR van haar kant verzekerde dat de terugtrekking reeds begonnen was en dat ze binnen de vijf tot zes weken afgerond zou zijn.

## Inhoud
De Veiligheidsraad nam nota van de verklaringen van de Iraanse vertegenwoordiger dat Iran zich tot de Raad wendde wegens de aanwezigheid van Sovjet-troepen op Iraanse bodem en het feit dat deze troepen bleven na 29 januari 1942, de datum waarop hun terugtrekking was voorzien.
De Raad nam ook nota van de antwoorden van de regeringen van Iran en de Sovjet-Unie op de secretaris-generaals vraag om informatie te geven over de staat van hun onderhandelingen en of het terugtrekken van de Sovjet-troepen afhankelijk was van overeenstemming over andere zaken. In het bijzonder nam de Raad er kennis van dat de Sovjet-regering verzekerde dat de terugtrekkingen uit Iran al begonnen waren, en dat deze regering de intentie had om haar troepen zo snel mogelijk terug te trekken zodat ze binnen vijf tot zes weken  helemaal uit Iran weg zouden zijn; de tijdens de onderhandelingen tussen de regeringen van de Sovjet-Unie en Iran gedane voorstellen zouden los moeten staan van het voornoemde.
De Raad zag in dat het volledig terugtrekken van de Sovjet-troepen niet veel sneller kon gebeuren dan binnen de door de Sovjet-regering aangegeven periode.
De Veiligheidsraad bepaalde het volgende:
- Er zou worden gewacht tot 6 mei. Tegen die tijd zouden de USSR en Iran over de terugtrekking rapporteren aan de Veiligheidsraad, die vervolgens zou bepalen of verdere stappen nodig zouden zijn.
- Als echter in de tussentijd door de Sovjet- of Iraanse regering of door een lid van de VN-Veiligheidsraad aan de secretaris-generaal gemeld zou worden dat er vertragingen in de terugtrekking optraden of dreigden op te treden, dan zou dit als eerstvolgende agendapunt behandeld worden.

Lijst ·  1 ·  2 ·  3 ·  4 ·  5 ·  6 ·  7 ·  8 ·  9 ·  10 ·  11 ·  12 ·  13 ·  14 ·  15